# Arthrocaulon
Arthrocaulon Piirainen & G.Kadereit, 2017 è un genere di piante della famiglia delle Amarantacee.

## Tassonomia
Il genere comprende le seguenti specie:
- Arthrocaulon franzii (Sukhor.) Piirainen & G.Kadereit
- Arthrocaulon macrostachyum (Moric.) Piirainen & G.Kadereit
- Arthrocaulon meridionalis Est.Ramírez, Rufo, Sánchez Mata & Fuente